# Harlan Fiske Stone

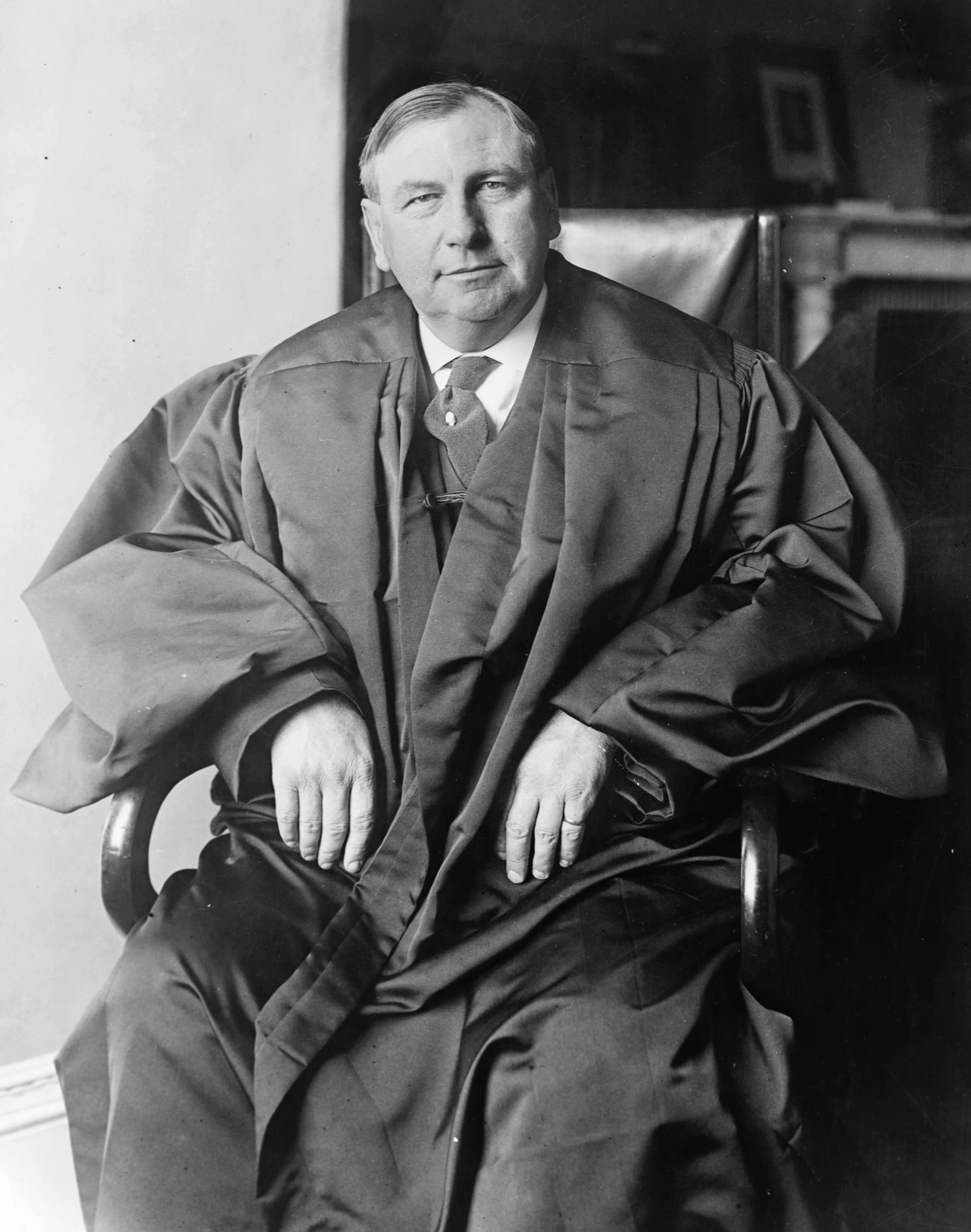
Harlan Stone (um 1930)

Harlan Fiske Stone (* 11. Oktober 1872 in Chesterfield, Cheshire County, New Hampshire; † 22. April 1946 in Washington, D.C.) war ein US-amerikanischer Jurist und Politiker. Er fungierte als US-Justizminister unter US-Präsident Calvin Coolidge sowie als der zwölfte Chief Justice of the United States.

## Studium und Beruf
Stone absolvierte zunächst ein allgemein bildendes Studium am Amherst College in Massachusetts, das er 1894 mit einem Bachelor of Arts (B.A.) beendete. Von 1895 bis 1896 war er Geschichtslehrer an der Adelphi Academy in Brooklyn.
1895 begann er ein Studium der Rechtswissenschaften an der Columbia Law School, das er 1898 mit einem Bachelor of Laws (LL.B.) abschloss. Nach der Zulassung zum Rechtsanwalt war er zunächst in der Kanzlei Satterlee, Sullivan & Stone und später als Partner in der Kanzlei Sullivan & Cromwell tätig. Bereits 1899 wurde er Assistenzprofessor an der Columbia Law School, die ihn von 1902 bis 1905 zum Professor für Rechtswissenschaften berief. Von 1910 bis 1923 war er als Dekan der Rechtswissenschaftlichen Fakultät der Columbia University tätig.

## Familie
Stone war seit 1899 mit Agnes Ella Harvey (1873–1958) verheiratet. Sie hatten zwei Söhne.
Der Sohn Dr. Marshall Harvey Stone war ein Mathematiker, dessen Hauptarbeitsgebiet die Analysis, besonders die Funktionalanalysis, war und der auch zur Theorie der Booleschen Algebren beitrug.
Daneben hatten sie noch den Sohn Col. Lauson Harvey Stone (1904–1999), der mit Jane Hunter Colwell Stone (1901–2001) verheiratet war.

## Politische Laufbahn

### Justizminister unter Präsident Coolidge
Am 7. April 1924 berief ihn Präsident Calvin Coolidge, sein Klassenkamerad am Amherst College, als Nachfolger von Harry M. Daugherty zum Justizminister (Attorney General) in sein Kabinett. In dieser Funktion war er am 10. Mai 1924 verantwortlich für die Berufung von J. Edgar Hoover zum Direktor des Ermittlungsbüros des Justizministeriums, das dieser zum Federal Bureau of Investigation (FBI) ausbaute und bis zu seinem Tod am 2. Mai 1972 leitete.
Am 2. Mai 1925 trat er von seinem Amt als Justizminister zurück. Nachfolger wurde John G. Sargent.

### Oberster Gerichtshof

#### Richter am Supreme Court

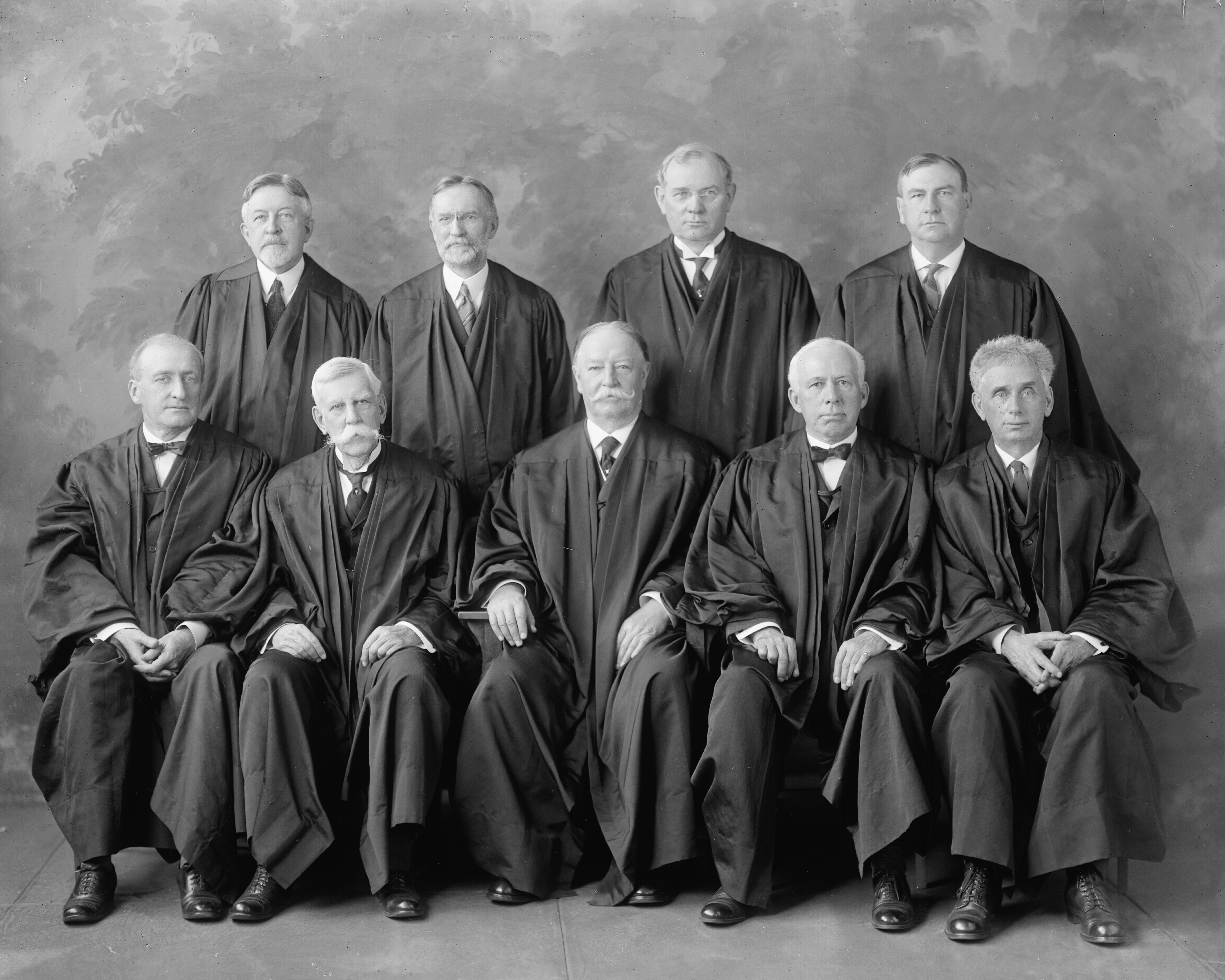
Richter des US Supreme Court (1925): (hinten von links) Edward Sanford, George Sutherland, Pierce Butler, Harlan Fiske Stone; (vorn von links) James C. McReynolds, Oliver Wendell Holmes, William Howard Taft, Willis Van Devanter, Louis Brandeis

Nach seinem Rücktritt als Justizminister wurde er von Präsident Coolidge zum Richter (Associate Judge) am United States Supreme Court nominiert.
Seine 1926 verfasste Urteilsbegründung in einem Streitverfahren der Bundesstaaten Massachusetts und New York wird noch heute von Rechtswissenschaftlern und Studenten wegen des Schreibstils als eine der schlechtesten Urteilsbegründungen in der Geschichte des Obersten Gerichtshofes betrachtet. Im Laufe der Jahre wurde er jedoch zu einem angesehenen Richter des Supreme Court.
Zusammen mit den Richtern Louis Brandeis und Benjamin N. Cardozo bildete er zwischen 1932 und 1937 den liberalen Flügel des Obersten Gerichts. Die als „Drei Musketiere“ bezeichneten Richter unterstützten mit ihren Meinungen im Wesentlichen die von Präsident Franklin D. Roosevelt eingeleitete Politik des New Deal. 1933 wurde Stone in die American Academy of Arts and Sciences und 1939 in die American Philosophical Society gewählt.
Auf der anderen Seite sahen sie sich jedoch den vier konservativen Richtern (den sogenannten „Vier Reitern“) James C. McReynolds, George Sutherland, Pierce Butler und Willis Van Devanter gegenüber. Aufgrund des insoweit neutralen damaligen Chief Justice Charles Evans Hughes und dem Richter Owen Roberts kam es daher oftmals zu unterschiedlichen Entscheidungsmehrheiten. In dieser Zeit war er Verfasser mehrerer bedeutender Entscheidungen zum Arbeits- und Handelsrecht.

#### Aufstieg zum Chief Justice
Seine Unterstützung für Roosevelts New Deal brachte ihm die Sympathie des Präsidenten ein, der ihn am 3. Juli 1941 als Nachfolger von Hughes zum 12. Chief Justice of the United States ernannte. In dieser Funktion begründete er am 31. Juli 1942 die Entscheidung „Ex parte Quirin“, in der das Oberste Gericht die durch ein Militärgericht gegen mehrere deutsche Saboteure verhängten Urteile zu langjährigen Haftstrafen sowie mehreren Todesurteilen bestätigte. Außerdem war er am 3. Dezember 1945 Verfasser eines Grundsatzurteils zur Prozessführung in Zivilprozessen.
Am 22. April 1946 verstarb er während einer Urteilsverkündung im Alter von 73 Jahren an einer Hirnblutung. US-Präsident Harry S. Truman ernannte Fred M. Vinson zum neuen Vorsitzenden ds Supreme Court.
Stone war bis heute der einzige Richter, der auf allen neun Richterstühlen des Supreme Courts saß.
Zu einer Kontroverse kam es, als er in seinen posthum erschienenen Memoiren den Nürnberger Gerichtshof, der die Hauptkriegsverbrecher der Zeit des Nationalsozialismus verurteilte, als eine gegen Deutsche gerichtete „Lynchpartie ersten Ranges“ bezeichnete.

## Sonstige Ämter und Auszeichnungen
Neben seiner juristischen Laufbahn war er auch Präsident der Vereinigung der Rechtswissenschaftlichen Fakultäten. Außerdem war er Vorstandsvorsitzender der National Gallery of Art in Washington. Bereits 1900 wurde ihm von seiner Alma Mater, dem Amherst College, ein Master of Arts (M.A. h. c.) verliehen, dem sich 1913 die Verleihung eines Doctor of Laws LL.D. h. c. anschloss. 1924 erhielt er den Ehrendoktortitel der Yale University sowie 1925 jeweils einen Doctor of Laws h. c. der Columbia University sowie des Williams College in Williamstown (Massachusetts).

## Veröffentlichungen und wichtige Entscheidungen
- H. F. Stone: Public Control of Business, 1940 (Entscheidungssammlung)
- H. F. Stone: United States v. Darby, 1941
- H. F. Stone: International Shoe v. State of Washington, 1945
- H. F. Stone: Law and Its Administration. New Jersey, Ausgabe 2001.
- Alpheus T. Mason, H. F. Stone: Harlan Fiske Stone: Pillar of the Law. New York 1956 (Memoiren, postum)